# ᰣ
Cette page contient des caractères spéciaux ou non latins. S’ils s’affichent mal (▯, ?, etc.), consultez la page d’aide Unicode.
ᰣ, transcrit ʔ, est une consonne de l’alphasyllabaire lepcha.

## Représentations informatiques
| Représentation | Chaînes de caractères | Points de code | Descriptions    |
| -------------- | --------------------- | -------------- | --------------- |
| ᰣ              | ᰣ                     | U+1C23         | Lettre lepcha a |